# SONOS
SONOS，是硅-氧化物-氮化物-氧化物-硅（英語：Silicon-Oxide-Nitride-Oxide-Silicon）的英语首字母缩写，是一种和闪存联系较为紧密的非揮發性存储器。它与主流的闪存主要区别在于，它使用了氮化硅（Si3N4），而不是多晶硅，来充当存储材料。它的一个分支是SHINOS（硅-高电介质-氮化物-氧化物-硅）。SONOS允许比多晶硅闪存更低的编程电压和更高的编程-擦除循环次数，是一个较为活跃的研究、开发热点。提供基于SONOS产品的公司包括GlobalFoundries、Cypress Semiconductor、Macronix、东芝、联华电子、华虹微电子。

一个SONOS存储器单元的图示

## 参阅
- 相變化記憶體
- 磁阻式隨機存取記憶體 (MRAM)
- 鐵電隨機存取記憶體 (FeRAM)

Template:新兴技术